# Acta Litteraria
Acta Litteraria Academiae Scientiarum Hungaricae (vol. 1. 1957-33. 1991.) magyar és világirodalmi tanulmányokat idegen nyelveken (német, francia, orosz, angol) közreadó periodika. Periodicitás: negyedévente. Kiadó: Magyar Tudományos Akadémia. Székhely: Budapest.

## Szerkesztőség, szerkesztőbizottsági tagok
Első szerkesztője Turóczi-Trostler József, őt követte 1962-től Bóka László, 1965-től Tolnai Gábor, Tolnai Gábor halála (1990) után nevét fent hagyták a lapon, s Kulin Katalin ügyvezetőként  szerkesztette.
A folyóirat fennállása idején a szerkesztőbizottság tagjai voltak: Bán Imre, Czine Mihály, Gyergyai Albert, Halász Előd, Kardos László, Király István, Klaniczay Tibor, Mezei József, Miklós Pál, Nagy Péter, Pándi Pál, Sőtér István, Török Endre.